# Dimităr Angelov (scrittore)
Dimitar Stoyanov Angelov (Blatešnica, 27 settembre 1904 – Sofia, 27 dicembre 1977) è stato un insegnante e scrittore bulgaro.

## Biografia
Nato il 27 settembre 1904 nel villaggio di Blatešnica, comunità Zemen. Nel 1922 si laureò alla Kyustendil High School, e nel 1925 si specializzò in Filosofia e Pedagogia all'Università di Sofia.
È stato sceneggiatore e direttore della Radiodiffusione Nazionale Bulgara. È noto soprattutto per il suo unico romanzo a tema storico, Vita e morte, che è un film.
Muore il 27 dicembre 1977 a Sofia.